# Hieracium orphnocephalum
Hieracium orphnocephalum es una especie de planta con flor del género Hieracium, de la familia Asteraceae, orden Asterales.

## Distribución
Hieracium orphnocephalum se distribuye por Suecia.

## Taxonomía
Fue descrita científicamente por (Dahlst. ex Zahn) Dahlst. ex Johanss.